# محمد عبد الکریم کسنزان
محمد بن عبد الکریم کسنزان حسینی (۱۹۳۸ – ۴ ژوئیه ۲۰۲۰) یکی از مشایخ طریقت قادریه کسنزانیه بود که به اختصار به آن طریقت کسنزانیه گفته می‌شود. مقر اصلی این طریقت در استان سلیمانیه در اقلیم کردستان عراق قرار دارد.
نام «کسنزان» که به خانواده شیخ اطلاق می‌شود، لقبی است که به جد آن‌ها عبدالکریم اول داده شده‌است. واژهٔ کسنزان در زبان کردی به معنای کسی از او خبری ندارد است. علت این لقب، کناره‌گیری این شیخ به مدت چهار سال در یکی از کوه‌های منطقه قره‌داغ بود. این منطقه در حومهٔ شهر سلیمانیه قرار دارد و نام آن به معنای کوه سیاه است. هنگامی که مردم دربارهٔ محل این شیخ می‌پرسیدند، پاسخ می‌شنیدند: کس نزان یعنی کسی نمی‌داند. پس از بازگشت او از کوه، این لقب بر زبان مردم افتاد و به‌عنوان نام طریقت علیه قادریه کسنزانیه شناخته شد که عبدالکریم اول و فرزندان و نوادگانش شیخ آن شدند.
پس کسنزان هم نام خانوادگی است، هم نام طریقت، و هم معنای خاص خود را دارد. اما قبیله‌ای که شیخ محمد کسنزان به آن تعلق دارد، قبیله سادات برزنجیه است. جد بزرگ این قبیله، شیخ عیسی برزنچی بود که نخستین‌بار در برزنجه در شمال عراق سکونت گزید.

## تولد و اوایل زندگی
شیخ محمد کسنزان حسینی در روستای «کَربَجنه» که تابع بخش سنقور از توابع استان کرکوک در شمال عراق است، در سپیده‌دم روز جمعه، چهاردهم ماه صفر سال ۱۳۵۸ هجری قمری، برابر با ۱۵ آوریل ۱۹۳۸ میلادی، دیده به جهان گشود. این روستا که محل تولد شیخ است، زادگاه مشایخ طریقت کسنزانی است. از همان سال‌های کودکی که در کربجنه گذراند، پدرش، سید شیخ عبدالكريم شاه كَسْنَزان، عهده‌دار رهبری طریقت بود. این مأموریت به او توسط برادر بزرگترش سلطان حسین کسنزان، که به «سلطان» معروف بود و هست، سپرده شده بود.
شیخ محمد کسنزان طریقت صوفی (طریقه) را از پدرش دریافت کرد، همراه با علوم تصوف. او علوم دینی را نزد علمای مدرسه دینی کربجنه فرا گرفت. وی زبان عربی و علوم اسلامی را نزد علمای این منطقه از جمله ملا کاکه حمه سیف‌الدین، ملا علی مصطفی (ملقب به علی لیلان) و ملا عبدالله عزیز کربجنی آموخت.

## تحصیلات دینی و صوفیانه
شیخ دارای کتابخانه‌ای علمی با هزاران کتاب و نسخه خطی بود. او به طور منظم از «خانه نسخه‌های خطی»، «کتابخانه عمومی اوقاف» (بغداد) و کتابخانه آستانه قادریه بازدید می‌کرد. در مورد علوم نقلی صوفیانه، وی خود را به مطالعه و پژوهش در این زمینه‌ها وقف کرد و «دایرةالمعارف کسنزانی در اصطلاحات اهل تصوف و عرفان» را تألیف نمود.

## فعالیت‌ها و ابتکارات
شیخ محمد کسنزان دانشگاه شیخ محمد کسنزان را تأسیس کرد که شامل «دانشکده علوم شریعت، تصوف و گفت‌وگوی ادیان» به‌علاوه دانشکده‌های دیگری در زمینه‌های اقتصاد، سیاست، حقوق، زبان‌ها، علوم کامپیوتر و ریاضیات کاربردی می‌باشد.
او تقویم اسلامی‌ای با عنوان «تقویم محمدی» طراحی کرد که بر پایه محاسبات نجومی استوار است و رخدادها را از زمان ولادت پیامبر اسلام (ص) تاریخ‌گذاری می‌کند.
او «شورای مرکزی طریقت‌های صوفیه در عراق» را بنیان‌گذاری کرد.
همچنین وب‌سایت طریقت صوفیانه قادریه کسنزانیه را راه‌اندازی کرد که به تبیین روش، اصول و آموزه‌های این طریقت اختصاص دارد و وسیله‌ای برای ارتباط با جهان بیرون و نمایانگر جوهره این طریقت به‌شمار می‌رود.
در سال ۱۴۱۵ هجری قمری (۱۹۹۴ میلادی)، «مرکز بین‌المللی تصوف و مطالعات روحی» را تأسیس نمود. این مرکز به تحقیق در مورد موارد شفاهای فوری منسوب به کرامات و پدیده‌های روحانی طریقت کسنزانیه می‌پردازد که هدف از آن‌ها نشان دادن وجود حقیقت الهی است. این مرکز همچنین این موارد را با پدیده‌های فراروان‌شناسی مقایسه می‌کند و محدودیت‌های آن‌ها را برجسته می‌سازد، همراه با دیگر پژوهش‌هایی که توسط محققان متخصص انجام می‌گیرند.

## درگذشت
شیخ محمد عبدالکریم در ایالات متحده آمریکا در تاریخ ۴ ژوئیهٔ ۲۰۲۰ در سن ۸۲ سالگی درگذشت. پس از درگذشت وی، فرزندش شیخ نهرو کسنزانی به عنوان جانشین او بیعت شد؛ چراکه شیخ محمد تقریباً یک‌چهارم قرن پیش وصیت کرده بود که پسرش پس از وی به عنوان مرشد طریقت جانشین گردد.